# John Mariucci
John Mariucci (* 8. Mai 1916 in Eveleth, Minnesota; † 23. März 1987 in Minneapolis) war ein US-amerikanischer Eishockeyverteidiger, Trainer und Manager italienischer Abstammung.

## Karriere
Der italienischstämmige Mariucci wuchs in Eveleth im Norden von Minnesota auf. Zur Saison 1938/39 kam er an die University of Minnesota in den Twin Cities. Neben Eishockey spielte er auch im Footballteam. 1940 gewann er nach einer unbesiegten Spielzeit mit der Eishockeymannschaft die nationale Meisterschaft der Amateur Athletic Union. Zudem wurde Mariucci ins All-American-Team gewählt.
1940 begann er seine professionelle Karriere in der National Hockey League bei den Chicago Black Hawks. Nachdem er 1942 zur Küstenwache einberufen worden war und dort zwei Spielzeiten bei den Coast Guard Clippers gespielt hatte, kehrte er 1945 wieder zu den Black Hawks zurück. In insgesamt fünf Jahren erzielte Mariucci dort in 223 Spielen elf Tore und gab 34 Assists. Am 28. Oktober 1948 wurde er zu den St. Louis Flyers in die American Hockey League transferiert. Dort absolvierte er 68 Spiele (12 Tore, 30 Assists). Anschließend spielte er noch drei Jahre in der Minor League für die Minneapolis Millers und die St. Paul Saints.
Nach dem Ende seiner Karriere als Spieler übernahm Mariucci 1952 bei den Minnesota Golden Gophers das Amt des Cheftrainers. Dabei vermied er die Verpflichtung kanadischer Spieler, sondern setzte auf die Förderung junger Talente aus Minnesota. Er war auch an dem Aufbau von Förderprogrammen an den Highschools beteiligt. Bis zur Saison 1965/66, mit Ausnahme der des Jahres 1955/56, wo er als Trainer der US-Nationalmannschaft tätig war und die Silbermedaille bei den Olympischen Winterspielen in Cortina d’Ampezzo gewann, war er bei den Gophers tätig. Zu den Weltmeisterschaften 1976 und 1977 war er erneut Trainer der US-Eishockeynationalmannschaft.
Von 1967 an bis zu seinem Tode 1987 war er stellvertretender Geschäftsführer der Minnesota North Stars.
Mariucci wurde sowohl in die United States Hockey Hall of Fame, als auch in die Hockey Hall of Fame aufgenommen. Er gilt als „Godfather“ des Eishockeys von Minnesota. 1977 wurde ihm die Lester Patrick Trophy verliehen. Ihm zu Ehren benannte die University of Minnesota 1985 die Williams Arena in Mariucci Arena um, 1993 erhielt die neue eröffnete Eishockey-Arena diesen Namen.